# 萨金特·施赖弗

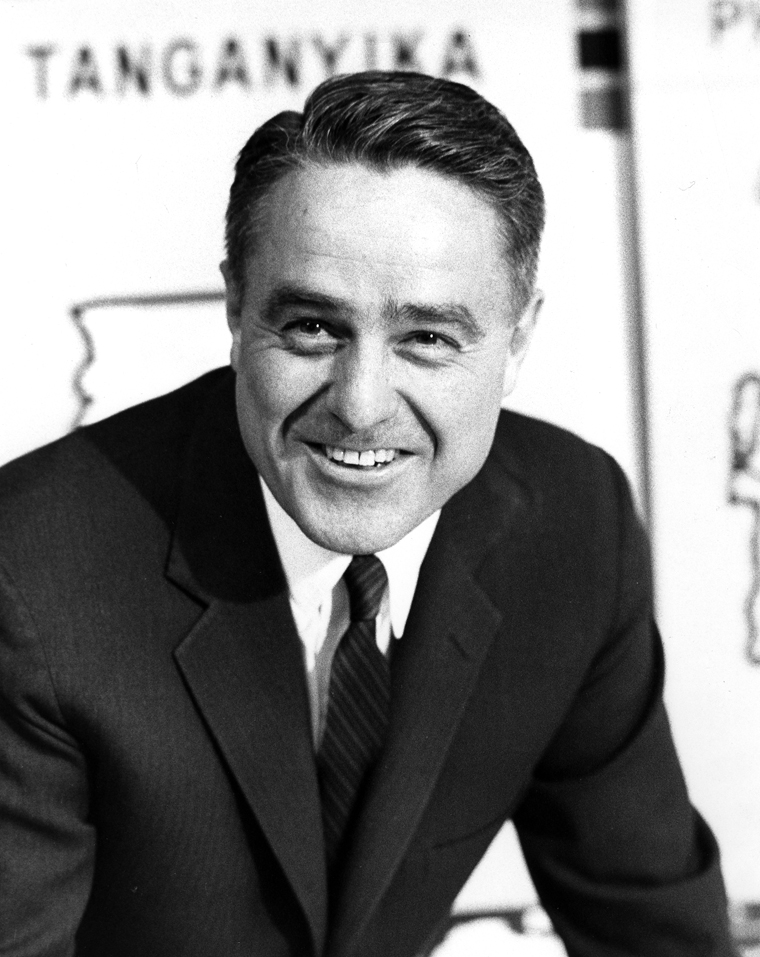
小罗伯特·萨金特·施赖弗

小罗伯特·萨金特·施赖弗（英語： 1915年11月9日—2011年1月18日）美国外交官、政治家和激进主义者，尤妮斯·玛丽·肯尼迪之夫，肯尼迪家族成员。施莱弗推动建立了和平队，并在1960年代参与了向贫困宣战的活动，1966年获和平于世奖。1972年美国总统选举中，他是民主党的副总统候选人。三子为现任世界特殊奥林匹克运动会主席蒂莫西·施赖弗，女儿为演员玛丽亚·施赖弗。